# CMYK
| Četiri osnovne boje |  | Četiri osnovne boje |
| Četiri osnovne boje |  | CMY model           |

Model boja CMYK je suptraktivni model miješanja primarnih boja koji se primarno koristi u tiskarstvu. Skraćenica je oznaka boja u engleskom jeziku: cyan (cijan, tirkizna), magenta (magenta, purpurna), yellow, (žuta) i key (key plate, crna). 
Iako se kombinacijom prve tri boje teoretski dobije crna boja, u tiskarstvu se crna koristi kao zasebna (četvrta) boja, a u svrhu bolje reprodukcije tamnih boja.